# Existentielle Schuld
Existentielle Schuld bezeichnet aus philosophischer Sicht eine Schuld aufgrund des Seins, d. h. als Mensch geboren worden zu sein (zu existieren; vgl. Mathias Hirsch, 1997). In der Sozialpsychologie bezeichnet Existentielle Schuld generalisierte Schuld(gefühle), die aufgrund von relativer Privilegierung entstehen. Im Unterschied zu Schuld beruht Existentielle Schuld nicht darauf, dass die Person persönlich für einen Fehler eine Verantwortung trägt. Vielmehr profitiert sie nur von einer Struktur der Verteilung von Belohnungen und Kosten, durch die andere benachteiligt werden (vgl. Baumeister, Stillwell, Heatherton, 1994).
Ein Gegenbegriff ist relative Deprivation.
Das Thema der Existentiellen Schuld wird in der Relativen Privilegierungstheorie behandelt.
Erläuterung: Ein Beispiel ist der Ost-West Vergleich, der durch die Wahrnehmung einer ungerechten Schlechterstellung des Ostens nach der Wiedervereinigung gekennzeichnet sein kann. Existentielle Schuld sagt Solidarität der Westdeutschen mit den Ostdeutschen vorher.